# Сборная Ирландии по регбилиг
Сборная Ирландии по регбилиг (англ. Ireland men's national rugby league team) — национальная сборная, представляющая Ирландию на международных соревнованиях по регбилиг (регби-13). Собирается и управляется Регбилиг Ирландии, прозвище сборной — «Волкодавы» (англ. Wolfhounds). Костяк сборной составляют игроки клубов Суперлиги; также Ирландию представляет вторая сборная (Ирландия A), составленная из игроков ирландских клубов. Сборная Ирландии образовалась де-факто в 1995 году, дебютировав на Турнире развивающихся команд 1995 года, затем в Мировой Суперлиге по регбилиг-9, а также выступив на четырёх Кубках мира. Сборная Ирландии участвует в розыгрыше чемпионатов Европы по регбилиг, а вторая сборная — в ежегодных тест-матчах против США в День Святого Патрика и в Любительском турнире четырёх наций. До 2007 года ирландские игроки неоднократно призывались в сборную Великобритании (в том числе и игрок сборной по регби-15 Брайан Карни, но после роспуска британской сборной в 2007 году подобная практика прекратилась.
Домашний стадион сборной — «Карлайл Граундс». Традиционным флагом сборной Ирландии по регбилиг является флаг четырёх провинций Ирландии, составленный из флагов Ленстера, Манстера, Ольстера и Коннахта, поскольку в сборной имеют право выступать граждане Республики Ирландия; подданные Соединённого Королевства, живущие в Северной Ирландии; наконец, граждане других стран, чьё ирландское происхождение доказано и не оспаривается. В качестве гимна используется песня «Ireland's Call», звучащая и на матчах сборной Ирландии.

## История

### Образование: 1990-е годы
В 1989 году в Ирландии Брайаном Корриганом был основан первый регбилиг-клуб под названием «Дублин Блюз», в котором игроки по классическому регби тренировались летом и за который играли против британских клубов, совершающих турне. В 1995 году по распоряжению британского руководства регбилиг был назначен ответственный за развитие ирландского регбилиг человек, а в том же году сборная Ирландии провела историческую первую встречу против сборной США в День Святого Патрика и одержала победу над американцами со счётом 24:22 — Джо Лайдон из «Уиган Уорриорз» был играющим тренером той сборной и вышел на замену; ему помогали Терри Фланаган, наставник «Хаддерсфилд Джайентс», и бывший игрок британской сборной Нил Вуд.
Команда выступила на Турнире развивающихся команд 1995 года в Англии, обыграв Молдавию со счётом 48:24 и Марокко со счётом 42:6, благодаря чему выиграла свою группу и вышла в финал. Ирландцы встречались со сборной Островов Кука и проиграли 22:6, несмотря на то, что в составе ирландцев играли профессионалы Дес Фой и Мартин Кромптон. Через год сборная выступила в Мировой Суперлиге по регбилиг-9 в городе Сува (Фиджи), где заняла 8-е место (призовые составили 4750 долларов США); перед турниром ирландцы провели матч по тач-регби против австралийцев на Национальном стадионе в Суве — игра 20 февраля 1996 года завершилась поражением ирландцев 12:20. В том же году ирландцы выиграли у американцев в День Святого Патрика 14:12. В августе того же года перед благотворительной встречей клубов «Лидс Райнос» и «Уиган Уорриорз» выступили «на разгореве» сборные Ирландии и Шотландии на стадионе «РДС Арена», за сборную Ирландии сыграл игрок британской сборной Дес Фой.

### 2000-е годы
В 1997 году по правилу дедушки сборная Ирландии получила право призывать в свой состав всех игроков Суперлиги, имеющих ирландские корни, однако это же сильно ударило по шансам рождённых и выступавших в ирландских клубах игроков. Тем не менее, родившиеся в Ирландии игроки в регбилиг включались в сборную Ирландии на турниры трёх наций 1998 года (против Франции и Шотландии) и 1999 года (против Шотландии и Уэльса). Успехов ирландской сборной хватило на то, чтобы команда получила своё место на чемпионате мира 2000 года в Англии. Ирландцы выиграли группу, обыграв последовательно самоанцев 30:16, шотландцев 18:6 и новозеландских маори 30:16, но в четвертьфинале уступили англичанам 26:16. Успех ирландцев заложил основы для развития регбилиг в стране и далее.
2 ноября 2007 года Ирландия по итогам отборочного турнира к чемпионату мира 2008 года сыграла вничью с Ливаном и вышла на чемпионат мира, опередив ливанцев по разнице игровых очков, поскольку в турнирной таблице ирландцы набрали с ливанцами одинаковое количество очков. В финальном этапе сборная Ирландии попала в группу C к Тонга и Самоа: тонганцам они уступили со счётом 22:20, а самоанцев обыграли 34:16. По разнице набранных игровых очков они оказались на 1-м месте и вышли на победителей группы B, Фиджи, которым проиграли 14:30 и не прошли в полуфинал.

### 2010-е годы
На чемпионате мира 2013 года, куда ирландцы попали благодаря прежним заслугам 2008 года, в группе A оказались команды Австралии, Англии и Фиджи. Тренером сборной стал 24 мая 2011 года Марк Эстон, который ранее работал в клубе «Шеффилд Иглз». Шансов выйти из такой группы у ирландцев не было, и они проиграли все три матча, набрав всего лишь 14 очков во всех трёх встречах и пропустив 120.
В связи с провалом на чемпионате мира ирландцам пришлось бороться за выход на чемпионат мира 2017 года через квалификационный этап в европейской зоне — победив команды России и Испании, ирландцы вышли из группы B на чемпионат мира. В финальном этапе ирландцы попали в группу C к командам Папуа — Новой Гвинеи и Уэльса. В межгрупповой встрече, очки в которой шли в зачёт группового этапа, они встретились со сборной Италии из группы D и неожиданно переиграли их 36:12. На самом групповом этапе ирландцы проиграли папуа-гвинейцам со счётом 14:6, потеряв шансы на спасение встречи на 78-й минуте, когда пропустили попытку после собственной ошибки, и обыграли сборную Уэльса 34:6. Но в связи с тем, что свою межгрупповую встречу против США выиграла и Папуа — Новая Гвинея, ирландцы не квалифицировались в четвертьфинал.
Ирландия, занявшая 3-е место на чемпионате Европы 2018 года, отправилась в квалификационный этап к чемпионату мира 2021 года — в октябре-ноябре 2019 года в матчах против Испании и Италии решится судьба поездки сборной на чемпионат мира в Англию.

## Статистика выступлений

### Чемпионаты мира
| Финальный этап | Финальный этап    | Финальный этап    | Финальный этап    | Финальный этап    | Финальный этап    | Финальный этап    | Финальный этап    | Финальный этап    |                               | Квалификационный этап         | Квалификационный этап         | Квалификационный этап         | Квалификационный этап         | Квалификационный этап         | Квалификационный этап |
| Год            | Раунд             | Место             | И                 | В                 | Н                 | П                 | ОЗ                | ОП                | И                             | В                             | Н                             | П                             | ОЗ                            | ОП                            |                       |
| -------------- | ----------------- | ----------------- | ----------------- | ----------------- | ----------------- | ----------------- | ----------------- | ----------------- | ----------------------------- | ----------------------------- | ----------------------------- | ----------------------------- | ----------------------------- | ----------------------------- | --------------------- |
| 1954           | Не участвовала    | Не участвовала    | Не участвовала    | Не участвовала    | Не участвовала    | Не участвовала    | Не участвовала    | Не участвовала    | Не участвовала                | Не участвовала                | Не участвовала                | Не участвовала                | Не участвовала                | Не участвовала                |                       |
| 1957           | Не участвовала    | Не участвовала    | Не участвовала    | Не участвовала    | Не участвовала    | Не участвовала    | Не участвовала    | Не участвовала    | Не участвовала                | Не участвовала                | Не участвовала                | Не участвовала                | Не участвовала                | Не участвовала                |                       |
| 1960           | Не участвовала    | Не участвовала    | Не участвовала    | Не участвовала    | Не участвовала    | Не участвовала    | Не участвовала    | Не участвовала    | Не участвовала                | Не участвовала                | Не участвовала                | Не участвовала                | Не участвовала                | Не участвовала                |                       |
| 1968           | Не участвовала    | Не участвовала    | Не участвовала    | Не участвовала    | Не участвовала    | Не участвовала    | Не участвовала    | Не участвовала    | Не участвовала                | Не участвовала                | Не участвовала                | Не участвовала                | Не участвовала                | Не участвовала                |                       |
| 1970           | Не участвовала    | Не участвовала    | Не участвовала    | Не участвовала    | Не участвовала    | Не участвовала    | Не участвовала    | Не участвовала    | Не участвовала                | Не участвовала                | Не участвовала                | Не участвовала                | Не участвовала                | Не участвовала                |                       |
| 1972           | Не участвовала    | Не участвовала    | Не участвовала    | Не участвовала    | Не участвовала    | Не участвовала    | Не участвовала    | Не участвовала    | Не участвовала                | Не участвовала                | Не участвовала                | Не участвовала                | Не участвовала                | Не участвовала                |                       |
| 1975           | Не участвовала    | Не участвовала    | Не участвовала    | Не участвовала    | Не участвовала    | Не участвовала    | Не участвовала    | Не участвовала    | Не участвовала                | Не участвовала                | Не участвовала                | Не участвовала                | Не участвовала                | Не участвовала                |                       |
| 1977           | Не участвовала    | Не участвовала    | Не участвовала    | Не участвовала    | Не участвовала    | Не участвовала    | Не участвовала    | Не участвовала    | Не участвовала                | Не участвовала                | Не участвовала                | Не участвовала                | Не участвовала                | Не участвовала                |                       |
| 1985—88        | Не участвовала    | Не участвовала    | Не участвовала    | Не участвовала    | Не участвовала    | Не участвовала    | Не участвовала    | Не участвовала    | Не участвовала                | Не участвовала                | Не участвовала                | Не участвовала                | Не участвовала                | Не участвовала                |                       |
| 1989—92        | Не участвовала    | Не участвовала    | Не участвовала    | Не участвовала    | Не участвовала    | Не участвовала    | Не участвовала    | Не участвовала    | Не участвовала                | Не участвовала                | Не участвовала                | Не участвовала                | Не участвовала                | Не участвовала                |                       |
| 1995           | Не участвовала    | Не участвовала    | Не участвовала    | Не участвовала    | Не участвовала    | Не участвовала    | Не участвовала    | Не участвовала    | Не участвовала                | Не участвовала                | Не участвовала                | Не участвовала                | Не участвовала                | Не участвовала                |                       |
| 2000           | Четвертьфинал     | 5-е место         | 4                 | 3                 | 0                 | 1                 | 94                | 64                | Квалифицировались как хозяева | Квалифицировались как хозяева | Квалифицировались как хозяева | Квалифицировались как хозяева | Квалифицировались как хозяева | Квалифицировались как хозяева |                       |
| 2008           | Плей-офф раунд    | 5-е место         | 3                 | 1                 | 0                 | 2                 | 68                | 68                | 4                             | 2                             | 2                             | 0                             | 142                           | 64                            |                       |
| 2013           | Групповой этап    | 14-е место        | 3                 | 0                 | 0                 | 3                 | 14                | 124               | Автоматическая квалификация   | Автоматическая квалификация   | Автоматическая квалификация   | Автоматическая квалификация   | Автоматическая квалификация   | Автоматическая квалификация   |                       |
| 2017           | Групповой этап    | 9-е место         | 3                 | 2                 | 0                 | 1                 | 76                | 32                | 2                             | 2                             | 0                             | 0                             | 116                           | 22                            |                       |
| 2021           | Квалифицировалась | Квалифицировалась | Квалифицировалась | Квалифицировалась | Квалифицировалась | Квалифицировалась | Квалифицировалась | Квалифицировалась | 2                             | 2                             | 0                             | 0                             | 67                            | 12                            |                       |
| 2025           | Будет известно    | Будет известно    | Будет известно    | Будет известно    | Будет известно    | Будет известно    | Будет известно    | Будет известно    | Будет известно                | Будет известно                | Будет известно                | Будет известно                | Будет известно                | Будет известно                |                       |
| Итого          |                   | 3-е место         | 13                | 6                 | 0                 | 7                 | 252               | 288               | 8                             | 6                             | 2                             | 0                             | 325                           | 98                            |                       |

## Текущий состав
Заявка на отборочный турнир чемпионата мира 2021 года:
- Шон О’Салливан
- Коннор Смит
- Майкл Уорд[англ.]
- Крис Холл
- Коннор Филлипс
- Джо Киз[англ.]
- Грегг Макнелли[англ.]
- Итан Райан[англ.]
- Питер Райан
- Аарон Райан
- Райан Гилфойл
- Эд О’Киф
- Джек Хиггинсон[англ.]
- Рой Стэнли
- Ронан Майкл
- Льюис Байнек[англ.]
- Апи Пеуайранги[англ.]
- Эндрю Код
- Мэтт Коннелли
- Гарет Джилл[англ.]
- Ричи Макхью
- Джеймс Малвани
- Кевин Варга
- Тайрон Маккарти[англ.]
- Джеймс Бентли[англ.]
- Уилл Хоуп[англ.]
- Лиам Финн[англ.]
- Скотт Грикс[англ.]
- Люк Хули
- Джордж Кинг[англ.]
- Пэт Моран[англ.]
- Алан Макмахон
- Каллум Малкин
- Каллум О’Нил
- Лиам Бёрн
- Деклан О’Доннелл

## Тренеры
| Имя            | Гражданство | Годы      | Матчи | Побед | Ничьих | Поражений |
| -------------- | ----------- | --------- | ----- | ----- | ------ | --------- |
| Терри Фланаган | Англия      | 1995—1996 | 5     | 3     | 0      | 2         |
| Стив О’Нил     | Англия      | 1997—1999 | 5     | 3     | 1      | 1         |
| Энди Келли     | Англия      | 2000—2011 | 25    | 10    | 2      | 13        |
| Марк Эстон     | Англия      | 2011—2018 | 12    | 4     | 0      | 8         |
| Стюарт Литтлер | Ирландия    | 2018—н.в. | 2     | 1     | 0      | 1         |

## Статистика встреч
По состоянию на 12 ноября 2017 года Ирландия провела 54 матча с 1995 года: 23 победы, 3 ничьи, 28 поражений. В разное время противниками сборной становились 18 команд. Данные приводятся по состоянию на 12 ноября 2017 года.
| Сборная              | Игр | Побед | Ничьих | Поражений |
| -------------------- | --- | ----- | ------ | --------- |
| Австралия            | 1   | 0     | 0      | 1         |
| Англия               | 3   | 0     | 0      | 3         |
| Англия A             | 2   | 0     | 0      | 2         |
| Испания              | 1   | 1     | 0      | 0         |
| Италия               | 1   | 1     | 0      | 0         |
| Ливан                | 3   | 0     | 2      | 1         |
| Мальта               | 1   | 1     | 0      | 0         |
| Марокко              | 1   | 1     | 0      | 0         |
| Молдова              | 1   | 1     | 0      | 0         |
| Новозеландские маори | 1   | 1     | 0      | 0         |
| Острова Кука         | 1   | 0     | 0      | 1         |
| Папуа — Новая Гвинея | 1   | 0     | 0      | 1         |
| Россия               | 3   | 3     | 0      | 0         |
| Самоа                | 2   | 2     | 0      | 0         |
| Сербия               | 1   | 1     | 0      | 0         |
| Тонга                | 1   | 0     | 0      | 1         |
| Уэльс                | 9   | 4     | 0      | 5         |
| Фиджи                | 2   | 0     | 0      | 2         |
| Франция              | 8   | 1     | 1      | 6         |
| Шотландия            | 13  | 8     | 0      | 5         |
| Ямайка               | 1   | 0     | 0      | 1         |
| Итого                | 57  | 25    | 3      | 29        |